# 삐에로 뤼네르 (밴드)
삐에로 뤼네르(Pierrot Lunaire)는 1974년 로마에서 결성된 이탈리아의 아방 프로그 포크 밴드이다. 원래 이름은 쁘렝땅(Primtemps)였다. 친구사이였던 빈센초 Vincenzo Caporaletti (g, b)와 가이오Gaio Chiocchio (g, key)가 결성했으며 이후 아르투로 Arturo Stalteri (key)를 가입시켰다.
이들은 두장의 앨범을 냈는데 사운드는 사뭇 다르다. 1집은 평범한 곡 구성을 가졌고 그 위에 실험적인 시도들이 들어갔으며 타악기가 거의 등장하지 않는다. 키보드가 쓰였어도 전체적으로는 어쿠스틱한 느낌을 주고있다.
2집은 전체적으로 구성이란게 없고 실험 위주의 사운드 꼴라주 음악이다. 북유럽의 구드룬 신화를 바탕으로 한 컨셉트 앨범인데 사운드는 클래식적이다. 게스트가 참여해서 드럼 소리가 들어갔다.  2집은 프로그레시브 록의 명반으로 간주된다.
90년대 초반에 빈센초와 가이오가 삐에로 뤼네르의 새 앨범을 위해 몇곡 녹음하였는데 가이오가 1996년 급사하는 바람에 출시되지 못하였다. 이것에 미공개되었던 1978년 녹음들을 묶어 2011년에 3집이 출시된다.

## 음반 목록
- 1974: Pierrot Lunaire (It ZSLT 70025)
- 1977: Gudrun (It ZPLT 34000)
- 2011: Tre (M.P. & Records MPRCD063)

- 게스트/솔로
  - Emma Muzzi Loffredo -  Tu ti nni futti (1976) wuth Vincenzo / Arturo
  - Vincenzo Caporaletti - Gli specchi(1976)
  - Kay Hoffman - Floret silva(1977) with Gaio / Jacqueline Darby
  - Emilio Locurcio – L'Eliogabalo(1977) with Gaio / Stalteri
  - Arturo Stalteri - André sulla luna(1979)
  - Effetto Notte – Il Poliedro Di Leonardo(1989) with Gaio